# (33411) 1999 CV91
1999 CV91 (asteroide 33411) é um asteroide da cintura principal. Possui uma excentricidade de 0.17215420 e uma inclinação de 2.84766º.
Este asteroide foi descoberto no dia 10 de fevereiro de 1999 por LINEAR em Socorro.